# Julian Chorążycki
Julian Eliasz Chorążycki (ur. 19 sierpnia 1885 w Szawlach, zm. około 19 kwietnia 1943 w Treblince) – polski lekarz otolaryngolog i oficer Wojska Polskiego pochodzenia żydowskiego. Weteran I wojny światowej i wojny polsko-bolszewickiej. W czasie II wojny światowej pierwszy przywódca i organizator ruchu oporu w obozie śmierci w Treblince, którego celem było wywołanie zbrojnego powstania w obozie.
Przyłapany przez Niemców na przygotowaniach do nabycia broni od przekupionego ukraińskiego strażnika, w kwietniu 1943 został zamordowany lub, wedle innej wersji, popełnił samobójstwo, by nie ujawnić szczegółów planowanej akcji na torturach. Samo powstanie faktycznie wybuchło 2 sierpnia tego samego roku. 

## Życiorys
Urodził się 19 sierpnia 1885 w Szawlach w Imperium Rosyjskim, w rodzinie Juliusza i Anny z Lunzów. On sam był katolikiem, jego rodzice byli wyznania mojżeszowego. W dzieciństwie przeprowadził się do Warszawy i rozpoczął edukację, jednak za udział w strajku podczas rewolucji 1905 roku został wydalony z gimnazjum. Ostatecznie ukończył inną szkołę, Gimnazjum Petersburskie. Po zdaniu egzaminów wyjechał do Monachium, gdzie na Uniwersytecie Ludwika i Maksymiliana rozpoczął studia medyczne. W 1910 obronił pracę dyplomową na temat patogenezy i przebiegu klinicznego stwardnienia rozsianego. Posiadającemu paszport rosyjski Chorążyckiemu na dyplomie zrusyfikowano nazwisko na „Izaak Ilja Choronszinskij”.

### Służba wojskowa
Wkrótce po ukończeniu studiów Chorążycki powrócił do Warszawy, gdzie w 1911 zdał państwowy egzamin, a od 3 stycznia 1914 uzyskał prawo wykonywania zawodu lekarza. W tym samym roku znalazł pracę w warszawskim szpitalu na Czystem jako asystent otolaryngologa Stanisława Leopolda Lublinera. Już kilka miesięcy później, po wybuchu I wojny światowej, 1 sierpnia 1914 został powołany do Armii Rosyjskiej. Przez pierwsze dwa lata wojny, do 5 kwietnia 1916, pełnił obowiązki młodszego lekarza w stacjonującym w Kraśniku 9 Pułku Kozaków Dońskich. Następnie był przez kilka miesięcy ordynatorem jednego z lazaretów 23. Dywizji Piechoty Imperium Rosyjskiego, a od września 1916 do 2 maja 1918 był naczelnym lekarzem w 22 Niżegorodzkim pułku piechoty.
Po zakończeniu wojny na froncie wschodnim powrócił do Polski, gdzie 10 marca 1919 został powołany do Wojska Polskiego. Zweryfikowany w stopniu kapitana rezerwy lekarza w Korpusie Oficerów Sanitarnych ze starszeństwem z dniem 1 czerwca 1919, w czasie wojny polsko-bolszewickiej służył m.in. jako lekarz naczelny 2 pułku piechoty Legionów i 3 pułku piechoty Legionów. Przez pewien czas szefował także szpitalowi polowemu nr 103 przy 2 Dywizji Piechoty Legionów oraz był dowódcą kompanii sanitarnej w tej dywizji. W marcu 1921, w toku demobilizacji Wojska Polskiego, Chorążycki został wycofany ze służby liniowej i objął stanowisko ordynatora oddziału otolaryngologicznego 3 Szpitala Okręgowego w Grodnie. Zdemobilizowany w maju 1922, pozostał przypisany do 1 Szpitala Okręgowego w Warszawie jako rezerwista. W 1923, 1924 był oficerem rezerwowym warszawskiego 1 batalionu sanitarnego. W 1934 pozostawał w grupie oficerów rezerwy – lekarzy przydzielonych do kadry zapasowej 1 Szpitala Okręgowego w Warszawie.

### Okres międzywojenny i II wojna światowa

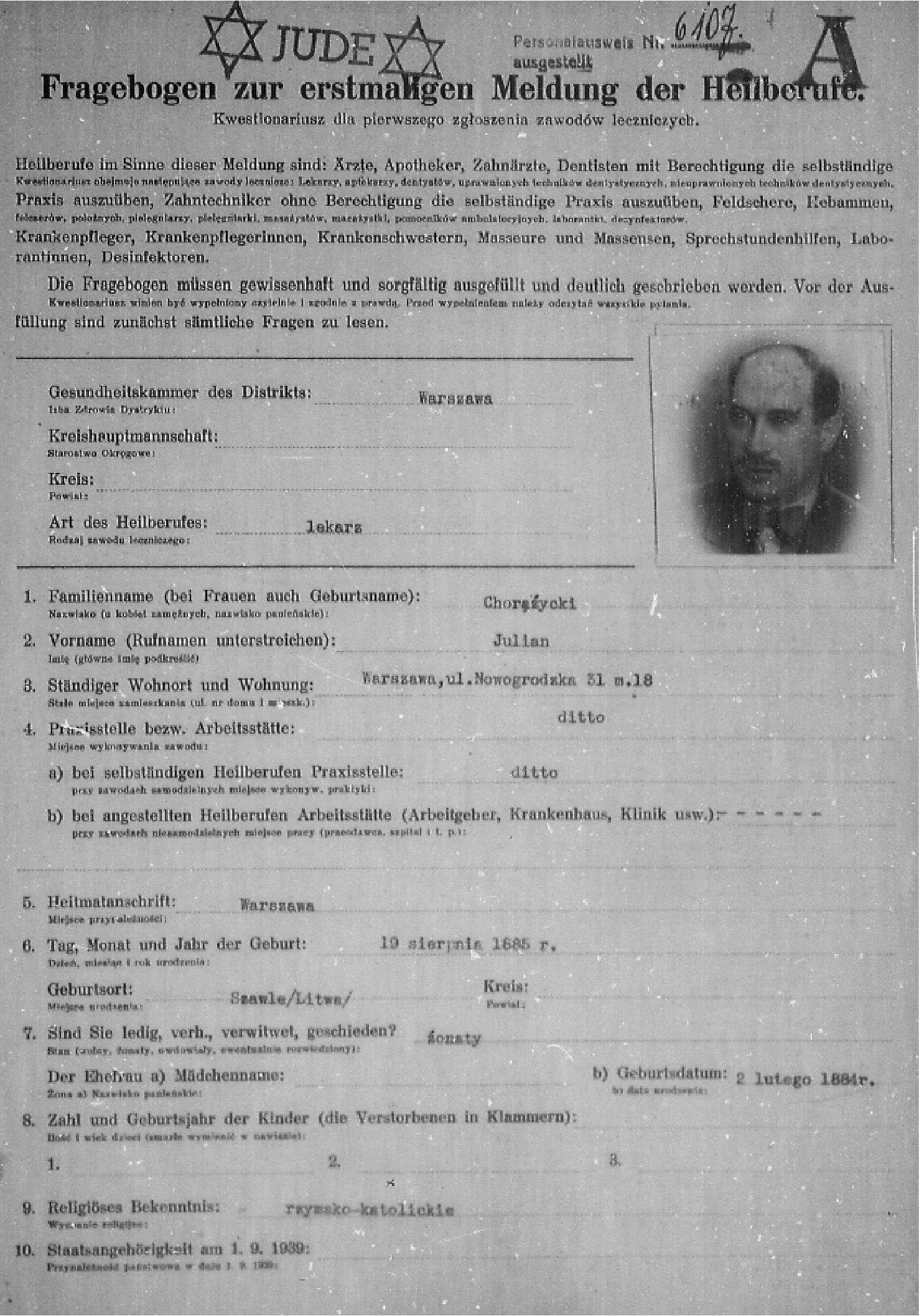
Kwestionariusz zgłoszenia Chorążyckiego jako lekarza niemieckim władzom okupacyjnym, złożony przez niego 10 września 1940

Na początku istnienia II Rzeczypospolitej prowadził praktykę jako lekarz chorób uszu gardła i nosa w Warszawie przy ulicy Marszałkowskiej 150 (1918/1919, w reklamie prasowej określony jako Julian Chorążycki junior), później przy ulicy Śniadeckich 13 (1923, wówczas także leczący choroby płuc).
Na temat losów Juliana Chorążyckiego w okresie międzywojennym wiadomo bardzo niewiele, a zachowane dane są fragmentaryczne. Dodatkową komplikacją jest fakt, że równolegle z nim w Warszawie prowadził praktykę inny otolaryngolog o tym samym nazwisku, jego krewny Borys Chorążycki. Obaj lekarze często są ze sobą myleni w powojennych publikacjach.
Nie wiadomo, kiedy Chorążycki poślubił Rozalię z Lewenfiszów, w każdym razie w wypełnionym w 1924 kwestionariuszu, przechowywanym współcześnie w Głównej Bibliotece Lekarskiej, widnieje adnotacja o niej oraz o ich córce, dwuletniej Janinie. W tym czasie Chorążycki prowadził prywatną praktykę lekarską przy ul. Śniadeckich 13 m. 4 i posiadał umowę z kasą chorych. W kolejnych latach Chorążyccy przeprowadzili się na ulicę Widok, a w latach 30. XX wieku na Nowogrodzką 31 m. 18. Od 1 lipca 1938 pracował w ambulatorium Ubezpieczalni Społecznej, a równolegle prowadził także własną praktykę.
Nie jest jasne, czy po wybuchu II wojny światowej Julian Chorążycki został ponownie zmobilizowany, jednak autorka najpełniejszego biogramu lekarza, Agnieszka Haska, uważa to za prawdopodobne. Nie dostał się do niewoli, bowiem z zachowanych dokumentów wynika, że w 1940 mieszkał w swoim warszawskim mieszkaniu, pod własnym nazwiskiem, i był jednym z płatników kontrybucji nałożonej przez okupanta na wszystkich lekarzy zrzeszonych w Izbie Lekarskiej. W kwestionariuszu z września tego roku wpisał, że jest lekarzem wolontariuszem w Służbie Zdrowia miasta Warszawy.

### Treblinka
Pod koniec roku przeniósł się do getta warszawskiego, na ul. Nowolipki 54 m. 4. Tam kontynuował praktykę lekarską. Z getta został wywieziony do obozu zagłady w Treblince, być może w toku tzw. Wielkiej Akcji latem 1942, choć niektóre powojenne relacje sugerują termin po październiku 1942.
Julian Chorążycki ze względu na swój zawód został wyselekcjonowany z transportu i dzięki temu uniknął natychmiastowej śmierci w komorze gazowej. Został zatrudniony w niemieckiej izbie chorych (tzw. rewirsztubie). Jako lekarz esesmanów zaliczał się do grona tzw. nadwornych Żydów (niem. Hofjuden), czyli najbardziej uprzywilejowanych więźniów Treblinki. Mimo niemieckich zakazów starał się wykorzystać swą pozycję, by w miarę możliwości nieść pomoc chorym więźniom. Szybko zdobył sobie ich wielki szacunek. Jesienią 1942 wraz z dr Ireną Lewkowską oraz nieznanymi z imienia doktorami Rajzlikiem i Rybakiem wszedł także w skład personelu medycznego izby chorych z 15 łóżkami dla więźniów, utworzonej przez Niemców w obozie wraz ze zmianami organizacyjnymi mającymi na celu utworzenie z więźniów stałej kadry.

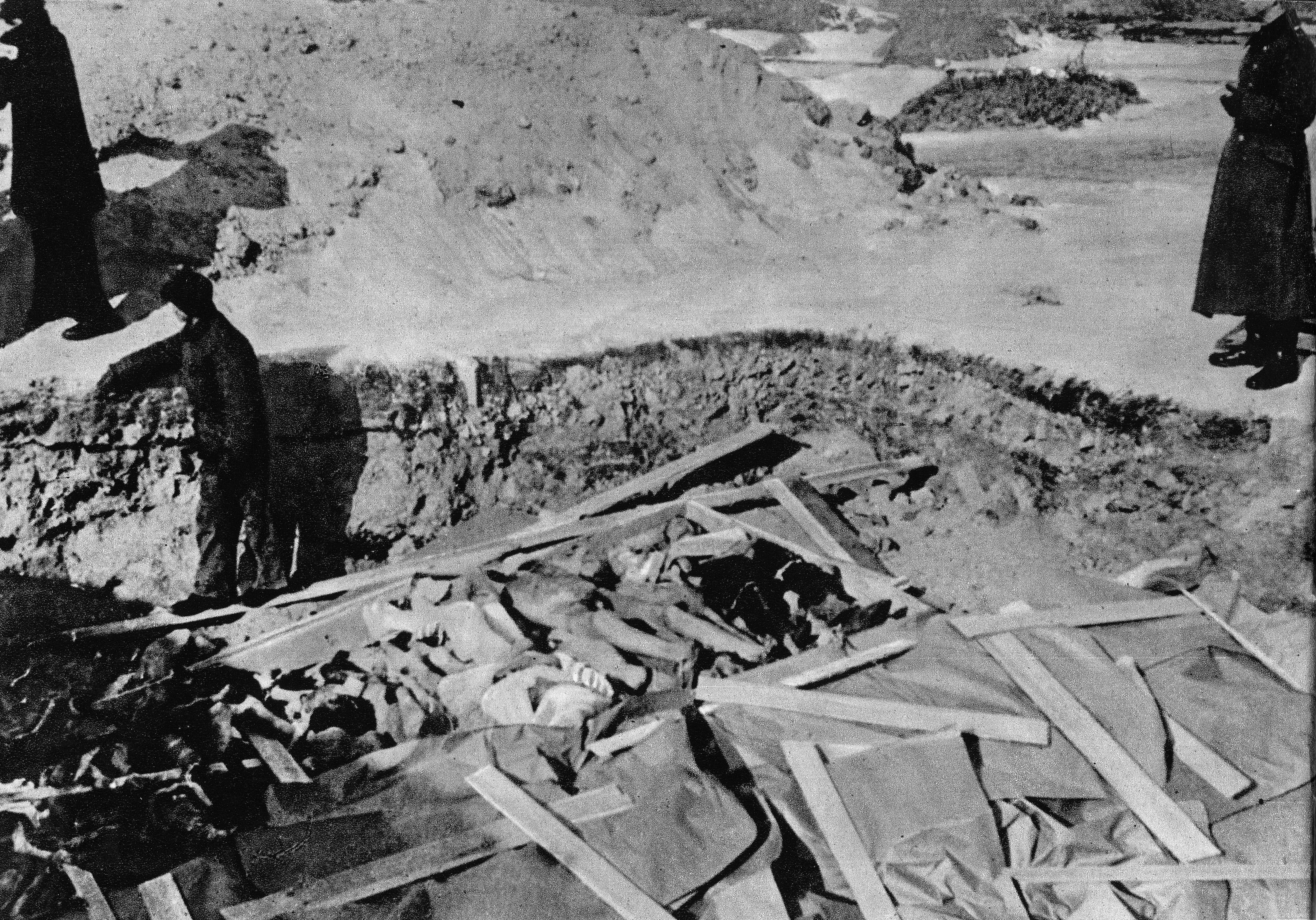
Masowy grób w Treblince, zdjęcie z 1943

Późniejsze losy Chorążyckiego znane są dzięki powojennym relacjom kilku członków komand roboczych Treblinki, którzy przeżyli wojnę: Stanisława Kona, Samuela Rajzmana, Berka Rojzmana, Samuela Willenberga oraz Richarda Glazara. Różnią się one w szczegółach, jednak większość jest zgodna co do tego, że to Chorążycki zainicjował wraz z kilkoma innymi osobami powstanie tzw. Komitetu Organizacyjnego, czyli tajnej organizacji mającej na celu wywołanie zbrojnego powstania w obozie i  przygotowanie masowej ucieczki więźniów. Komitet zawiązano na przełomie lutego i marca 1943 roku, Chorążycki był jego założycielem i, początkowo, nieformalnym liderem. Korzystając z faktu, że więźniowie potajemnie gromadzili pozostałe po zagazowanych Żydach pieniądze, złoto i kosztowności, nawiązał kontakt z ukraińskimi strażnikami, licząc, że zdoła ich przekupić i zdobyć w ten sposób broń i amunicję.
Pewnego dnia w pierwszej połowie kwietnia 1943 roku izbę chorych odwiedził zastępca komendanta obozu, SS-Untersturmführer Kurt Franz, który przypadkiem odkrył pieniądze przeznaczone dla jednego ze strażników. W myśl niepisanego obozowego prawa przechowywanie walut lub kosztowności było występkiem karanym śmiercią. Istnieje kilka rozbieżnych wersji tego, co wydarzyło się później.
Wedle najbardziej rozpowszechnionej Franz rozkazał Chorążyckiemu opróżnić kieszenie i znalazł w nich przeszło 150 tysięcy złotych. Wedle Richarda Glazara Chorążycki miał rzucić się na Franza, jednak w wynikłej bójce to Franz zyskał przewagę. Starszy i niższy od niego lekarz wyrwał się z gabinetu, jednak został złapany przez esesmanów i pobity do nieprzytomności, a następnie pobity na śmierć pałkami podczas nadzwyczajnie zwołanego apelu. Z kolei Willenberg podaje, że podczas bójki obaj walczyli jak równy z równym, gdy nagle Chorążycki osunął się na ziemię bez przytomności. Franz, podejrzewając, że ten zażył cyjankali, kazał esesmanom i strażnikom ukraińskim przynieść wiadro wody, którą sam wlał w usta nieprzytomnego Chorążyckiego, podczas gdy jeden ze strażników kopał go w brzuch, jednak takie płukanie żołądka nie przyniosło efektów. Rozwścieczony Franz kazał dla postrachu przewiesić ciało lekarza przez kozła i wymierzyć mu 50 batów podczas nadzwyczajnie zwołanego apelu. Wersję o truciźnie potwierdza również Berek Rojzman, twierdzi jednak, że działała powoli. Franz kazał strażnikom pobić Chorążyckiego, by wyjawił cel zbierania gotówki, jednak ten milczał; pobitego odniesiono do lazaretu, gdzie wkrótce zmarł. Jeszcze inną nieco wersję odnotował w spisanym w 1945 świadectwie Samuel Rajzman. Według niego 19 kwietnia 1943 Chorążycki nieprawidłowo zasalutował Franzowi. Gdy ten uderzył go batem, Chorążycki zaatakował Niemca nożem. Franz salwował się ucieczką przez okno, a nim nadbiegły posiłki, Chorążycki zażył truciznę i zmarł.

### Epilog

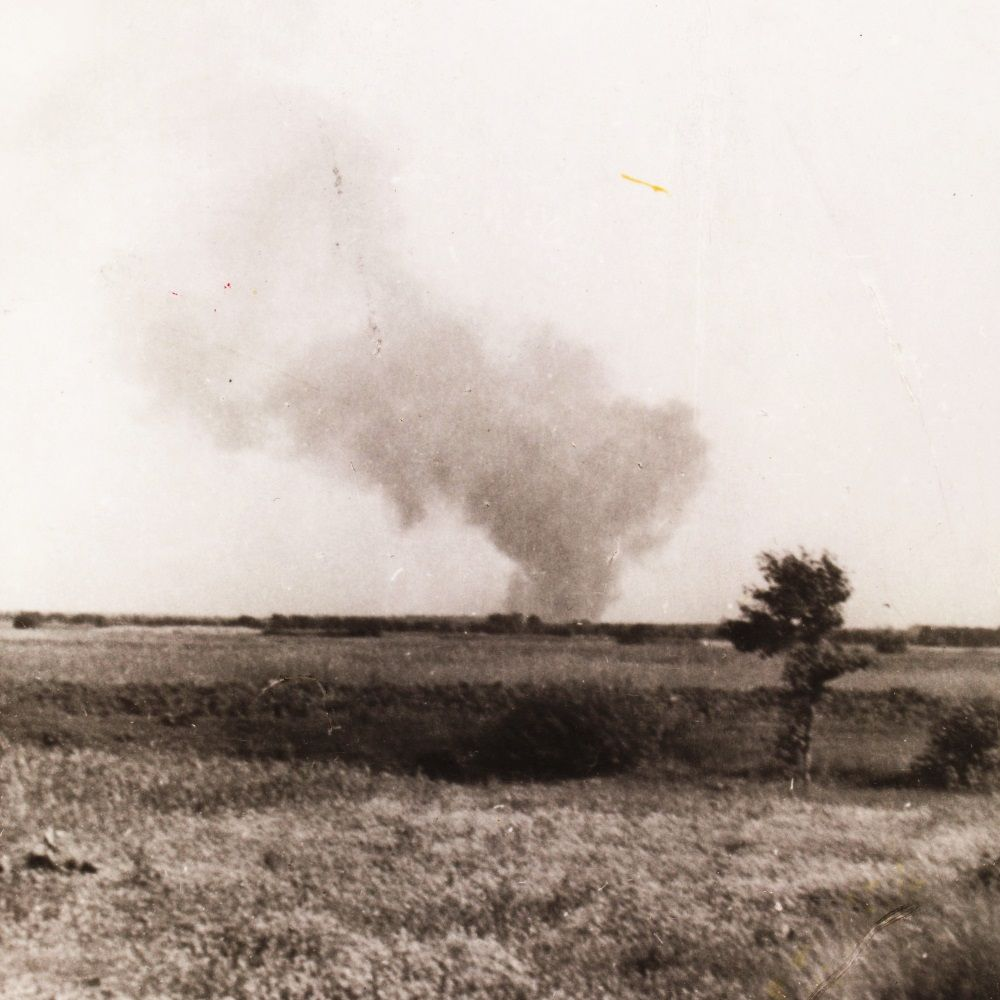
Zdjęcie płonącego obozu w Treblince wykonane z odległości kilku kilometrów przez Franciszka Ząbeckiego

Jakkolwiek było, Chorążycki zmarł nie wyjawiając żadnej z tajemnic Komitetu Organizacyjnego. Choć jego śmierć była bardzo poważnym ciosem dla obozowej konspiracji, nie doprowadziła do jej paraliżu. Wkrótce dzięki dorobieniu klucza do niemieckiego magazynu spiskowcy uzyskali możliwość zdobycia broni i amunicji.
Ostatecznie powstanie wybuchło 2 sierpnia i zakończyło się połowicznym sukcesem: spalono wiele elementów infrastruktury obozowej, a spośród ok. 840 więźniów przebywających w obozie ok. czterystu zdołało zbiec. Większość z nich nie dożyła wyzwolenia, wojnę przeżyło około 70 spośród uciekinierów z Treblinki.
W 1945 roku, w drugą rocznicę powstania w getcie warszawskim, gen. Michał Rola-Żymierski pośmiertnie odznaczył Chorążyckiego Krzyżem Walecznych.